# Ajedrez Los Álamos
|    | |    |    |    |    |
|    | \| \| \| \| \| \| \| \| \| \| \| \| \| \| \| \| \| \| \| \| \| \| \| \| \| \| \| \| \| \| \| \| \| \| \| \| \| \| \| \| \| \| |    |    |    |    |
|    | |    |    |    |    |
| a6 | b6 | c6 | d6 | e6 | f6 |
| a5 | b5 | c5 | d5 | e5 | f5 |
| a4 | b4 | c4 | d4 | e4 | f4 |
| a3 | b3 | c3 | d3 | e3 | f3 |
| a2 | b2 | c2 | d2 | e2 | f2 |
| a1 | b1 | c1 | d1 | e1 | f1 |

| a6 | b6 | c6 | d6 | e6 | f6 |
| a5 | b5 | c5 | d5 | e5 | f5 |
| a4 | b4 | c4 | d4 | e4 | f4 |
| a3 | b3 | c3 | d3 | e3 | f3 |
| a2 | b2 | c2 | d2 | e2 | f2 |
| a1 | b1 | c1 | d1 | e1 | f1 |

El ajedrez Los Álamos es una variante del ajedrez que se juega en un tablero de 6×6 casillas y sin alfiles. Fue el primer juego similar al ajedrez que un programa informático pudo jugar. El programa fue desarrollado en el Laboratorio Nacional Los Álamos por Paul Stein y Mark Wells, para el ordenador MANIAC I en 1956. La reducción del tamaño del tablero y del número de piezas en relación al ajedrez estándar se debió a la limitada capacidad de los ordenadores de la época
El ordenador jugó tres partidas. En la primera jugó contra sí mismo. En la segunda perdió contra un humano que jugó sin dama y que ganó a pesar de la desventaja. En la tercera partida, MANIAC I jugó contra un principiante al que se le habían enseñado las reglas justo antes de la partida. El ordenador ganó, siendo esta la primera victoria de un ordenador contra un ser humano en un juego similar al ajedrez.

## Reglas
Las reglas son las mismas del ajedrez, excepto:
- Un peón en su casilla inicial no puede avanzar dos casillas. No hay captura al paso.
- Los peones no pueden convertirse en alfiles al coronar.
- No hay enroque.